# 蒂萨凯西
蒂萨凯西（匈牙利語：Tiszakeszi）是匈牙利包尔绍德-奥包乌伊-曾普伦州所辖的一个村。总面积46.18平方公里，总人口2479，人口密度53.7人/平方公里（2011年1月1日）。